# Грозный (радиостанция)
Радиостанция «Грозный» начала вещание в диапазоне УКВ на частоте 105,4 МГц (FM) с 23 марта 2003 года.

## Описание
Студия расположена в одноимённом городе. Передатчик станции расположен на горе Ястребиной близ Грозного. Передачи радиостанции можно принимать в пяти республиках Северного Кавказа. Вещание ведётся на чеченском и русском языках. Музыкальный репертуар включает в себя чеченскую, русскую и зарубежную музыку. Радиостанция транслирует музыку различных жанров. Продложительность вещания составляет 20 часов в сутки. Радиостанция имеет собственные каналы в YouTube и Инстаграме. Канал в Инстаграме имеет около 40 тысяч подписчиков.
Значительную часть вещания составляют передачи, направленные на развитие духовно-нравственной сферы общества и национально-культурного самосознания чеченцев, живущих как в самой Чечне, так и за её пределами. В 2004 году директором радиостанции был назначен Ахмед Гайтукаев.